# 短钩须鳎
短钩须鳎（学名：Paraplagusia blochi）为舌鳎科须鳎属的鱼类，俗名歪嘴、瓜皮、双线牛舌鱼、龙利、双线似须鳎。分布于西达印度及东非、南达印度尼西亚及菲律宾、北达日本南部以及海南岛、广东到福建东南及台湾等海区等，属于暖水性浅海底层鱼。其多栖息于多泥沙海底地区。该物种的模式产地在东印度群岛。